# Assaâd Bouab
Pour les articles homonymes, voir Bouab.
Assaâd Bouab, également écrit Assaad Bouab (en arabe : أسعد بواب), né le 31 juillet 1980 à Aurillac, est un acteur franco-marocain.

## Biographie
Le père d'Assaad Bouab, marocain, est directeur général d'une cimenterie ; sa mère, française, est cadre dans l'industrie hydraulique, avant de devenir directrice de Campus France. Assaad est le frère de Younes Bouab, également acteur.
Assaad Bouab s'installe à Paris en 1998 après avoir passé toute son enfance au Maroc et obtenu son bac au lycée Descartes de Rabat. Il suit trois années de formation de théâtre au Cours Florent de 1999 à 2002, où il a pour professeurs Pierre Guillois, Jérôme Dupleix, Jérôme Léguillier, Sandy Ouvrier, Gilles Bourdos (comme intervenant cinéma).
En 2002, Assaad Bouab est admis au Conservatoire de Paris (CNSAD), d'où il sort diplômé en 2006.
Assaad Bouab joue comme acteur au cinéma, au théâtre et à la télévision.

## Théâtre
- 1997 : Un chapeau de paille d'Italie d'Eugène Labiche, mise en scène Jacques Mandréa, Salle Bahnini, Rabat (Maroc)
- 1998 : Zadig de Voltaire, adaptation George Coulonges, mise en scène Jacques Mandréa, Théâtre Mohammed-V, Rabat (Maroc)
- 2002 : Vague(s) à l'âme, création inspirée de L'Éveil du printemps de Frank Wedekind, mise en scène Jean-Pierre Garnier, Théâtre-École Florent, Paris : Melchior
- 2003 : La Nuit des rois de William Shakespeare, mise en scène Andrzej Seweryn : un courtisan
- 2003 : La Reine écartelée de Christian Siméon, mise en scène par Julien Girardet, Théâtre-École Florent, Paris : Varnet
- 2004 : Phèdre de Jean Racine, mise en scène Nada Strancar, Théâtre du Conservatoire, Paris
- 2004 : Hippolyte de Robert Garnier, mise en scène Nada Strancar, Théâtre du Conservatoire, Paris
- 2005 : Les Cancans de Goldoni, mise en scène Muriel Mayette, Théâtre du Conservatoire, Paris : le père
- 2005 : La Femme fantasque de Goldoni, mise en scène Muriel Mayette, Théâtre du Conservatoire, Paris : un laquais
- 2006 : Le Songe d'August Strindberg, mise en scène Lukas Hemleb, Théâtre du Conservatoire, Paris
- 2009 : La Charrue et les étoiles de Sean O'Casey, mise en scène Irène Bonnaud, Théâtre Dijon-Bourgogne : Jack le mari
- 2011 : A Thousand and One Nights (d'après Les Mille et Une Nuits) de Tim Supple et Hanan El-Cheikh, mise en scène Tim Supple, Festival d'Edimbourg, Royal Lyceum Theatre, Ecosse : Shahryar / Harun El Rachid
- 2013 : Les Justes d'Albert Camus, mise en scène Mehdi Dehbi, Théâtre de la Place, Liège
- 2015 : King Lear de William Shakespeare, mise en scène Tim Stupple, Atelier à la Warwick University, Royaume-Uni
- 2017 : Les Trois Sœurs d'après Anton Tchekhov, adaptation et mise en scène Simon Stone, Théâtre de l'Odéon, Paris, puis tournée
- 2017-2018 / 2020 : Le Dernier jour du jeûne d'Anton Tchekhov, mise en scène Simon Abkarian, tournée
- 2017-2018 / 2020 : L'Envol des cigognes de Simon Abkarian, mise en scène Simon Abkarian, tournée
- 2019 : Électre des bas-fonds, de Simon Abkarian, Théâtre du soleil, Paris : Oreste
- 2019 : Autopsie de Tania de Montaigne, d'après son roman Tokyo c'est loin, mise en scène Jérémie Lippmann
- 2020 : Le Dernier jour du jeûne, de Simon Abkarian, Théâtre du Soleil, Paris
- 2023 : Phaedra de Simon Stone, mise en scène de l'auteur, National Theatre, Londres

## Filmographie

### Cinéma
- 2000 : 9 Minutes 41 d'Ali Benchakroun (court-métrage)
- 2002 : 17 fois Cécile Cassard de Christophe Honoré : le serveur
- 2003 : Phares dans la nuit de Laurence Côte (court-métrage) : le motard
- 2004 : Marock de Laïla Marrakchi : Mao
- 2004 : Zaïna, cavalière de l'Atlas de Bourlem Guerdjou : Kadour
- 2006 : Indigènes de Rachid Bouchareb : Larbi, le frère de Yassir
- 2008 : Whatever Lola Wants de Nabil Ayouch : Zack
- 2008 : Kandisha de Jérôme Cohen-Olivar : le cabaliste
- 2009 : Rose et noir de Gérard Jugnot : Flocon
- 2010 : Hors-la-loi de Rachid Bouchareb : Ali
- 2011 : Road Nine de Sebastien Rossi : Yanis
- 2014 : Fadhma N'Soumer de Belkacem Hadjaj : Cherif Boubaghla
- 2015 : Queen of the Desert de Werner Herzog : Sheik
- 2015 : Made in France de Nicolas Boukhrief : l'imam intégriste
- 2015 : Le Chant des hommes de Mary Jiménez et Bénédicte Liénard : H
- 2016 : Ali and Nino d'Asif Kapadia : Ilyas
- 2020 : La Baie du silence (The Bay of Silence) de Paula van der Oest : Pierre Laurent
- 2022 : Overdose d'Olivier Marchal : Richard Cross
- 2022 : National Theatre at Home : Phaedra de Marta Miskaryan : Sofiane
- 2023 : Shadows of Beirut de Tina Gharavi : Rami
- 2025 : Cliffhanger de Jaume Collet-Serra

### Télévision

#### Séries télévisées
- 2008 : Une famille formidable, saison 7, épisode 2 Vacances marocaines de Joël Santoni : Walid
- 2015 : Tyrant de Ciaran Donnelly, saison 2, épisode 11 Desert Storm de Ciaran Donnelly : commandant Naga
- 2015 : Homeland de Lesli Linka Glatter, saison 5, épisode 2 The Tradition of Hospitality de Lesli Linka Glatter : Waleed
- 2015 : Cannabis, créée par Hamid Hlioua, réalisée par Lucie Borleteau, épisodes 5 et 6 (mini-série) : Jalil Djebli
- 2016 : Ghoul : Jad
- 2016 : Braquo, saison 4 : Redouane Buzoni
- 2017 : Kaboul Kitchen, saison 3 : Yazad
- 2017-2020 : Dix pour cent, créée par Fanny Herrero, saisons 2, 3, 4 : Hicham Janowski
- 2020 : Messiah, créée par Michael Petroni : Qamar Maloof
- 2021 : A la poursuite de l'amour (The Pursuit of Love) d'Emily Mortimer (mini-série) : Fabrice de Sauveterre
- 2022 : Inventing Anna, saison 1, épisode 6 Friends in Low Places de Nzingha Stewart : Mehdi Harrak
- 2022 : Peaky Blinders, saison 6, épisode 1 Black Day et 6 Lock and Key d'Anthony Byrne : Henri
- 2022 : Bad Sisters, saison 1 : Gabriel
- 2024 : Franklin (mini-série) : Pierre-Augustin Caron de Beaumarchais

#### Téléfilms
- 2001 : Tout contre Léo de Christophe Honoré : Aymeric
- 2013 : Le Clan des Lanzac de Josée Dayan : Brahim Hassani
- 2021 : Pour te retrouver de Bruno Garcia : Alexis Mercadal

## Distinction
- Talents Cannes Adami 2003, avec Elsa Kikoïne, pour Phares dans la nuit de Laurence Côte